# Big Arm
Big Arm est une census-designated place du comté de Lake, dans l’État du Montana, aux États-Unis. Sa population s’élevait à 177 habitants lors du recensement de 2010.

## Démographie
| Groupe      | Big Arm | Montana | États-Unis |
| ----------- | ------- | ------- | ---------- |
| Blancs      | 55,4    | 89,4    | 72,4       |
| Amérindiens | 42,4    | 6,3     | 0,9        |
| Métis       | 1,7     | 2,5     | 2,9        |
| Asiatiques  | 0,6     | 0,6     | 4,8        |
| Autres      | 0       | 1,0     | 19         |
| Total       | 100     | 100     | 100        |

## Source
- (en) Cet article est partiellement ou en totalité issu de l’article de Wikipédia en anglais intitulé « Big Arm, Montana » (voir la liste des auteurs).

1. ↑  (en) « Big Arm, MT Population - Census 2010 and 2000 », sur censusviewer.com.
2. ↑  (en) « Population of Montana - Census 2010 and 2000 », sur censusviewer.com.